# Gare de Gudmont
La gare de Gudmont est une gare ferroviaire française de la ligne de Blesme - Haussignémont à Chaumont, située sur le territoire de la commune de Gudmont-Villiers, dans le département de la Haute-Marne en région Grand Est. 
C'est une halte ferroviaire de la Société nationale des chemins de fer français (SNCF) desservie par des trains TER Grand Est.

## Situation ferroviaire
Établie à 210 m d'altitude, la gare de Gudmont est située au point kilométrique (PK) 276,369 de la ligne de Blesme - Haussignémont à Chaumont, entre les gares de Donjeux et de Froncles.

## Histoire
Elle fut tête de la ligne d'intérêt local à voie normale vers Rimaucourt (ligne Gudmont - Rimaucourt), exploitée par la société générale des chemins de fer économiques exploitée de 1887 à 1950.

## Fréquentation
Selon les estimations de la SNCF, la fréquentation annuelle de la gare figure dans le tableau ci-dessous
.
| Année               | 2015  | 2016  | 2017  | 2018  | 2019  | 2020  | 2021  | 2022  | 2023 | 2024 |
| ------------------- | ----- | ----- | ----- | ----- | ----- | ----- | ----- | ----- | ---- | ---- |
| Nombre de voyageurs | 1 642 | 1 915 | 2 071 | 2 697 | 3 576 | 1 808 | 1 222 | 1 469 | 462  | 2    |

## Service des voyageurs

### Accueil
Halte SNCF, c'était un point d'arrêt non géré (PANG) à accès libre.
La traversée des voies et le passage d'un quai à l'autre s'effectuait par un passage planchéié.

### Desserte
Gudmont était desservie par les trains TER Grand Est qui effectuent des missions entre les gares de Saint-Dizier et de Chaumont.

### Intermodalité
Le stationnement des véhicules est possible à proximité. Elle est desservie par des cars TER Grand Est de la ligne Joinville - Chaumont.